# Feliciano di Foligno
Feliciano di Foligno (Forum Flaminii, 160 – Foligno, 24 gennaio 249) è stato un vescovo romano.

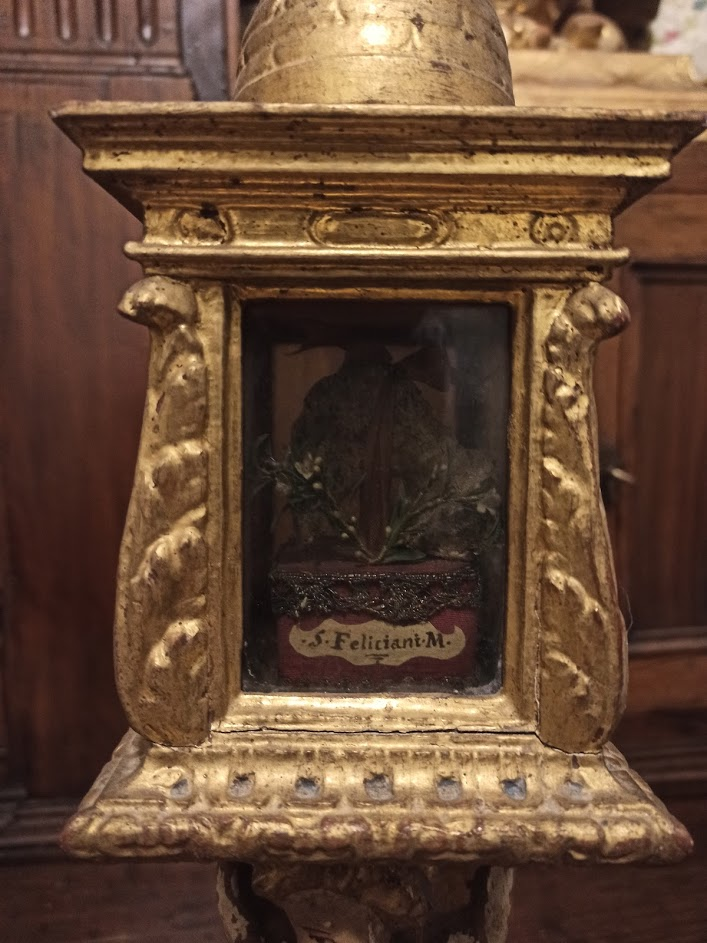
Reliquia di San Feliciano

È venerato santo da tutte le chiese che ammettono il culto dei santi. Era il patrono di Foligno.

## Biografia

### Giovinezza
Nato nella romana Forum Flaminii (ora San Giovanni Profiamma, frazione di Foligno) intorno al 160, da famiglia nobile e cristiana, fu istruito a Roma sotto papa Eleuterio. Tornato nell'area di origine (che la Passio denomina erroneamente Tuscia), fu eletto vescovo e ordinato a Roma da papa Vittore I.

### Predicazioni

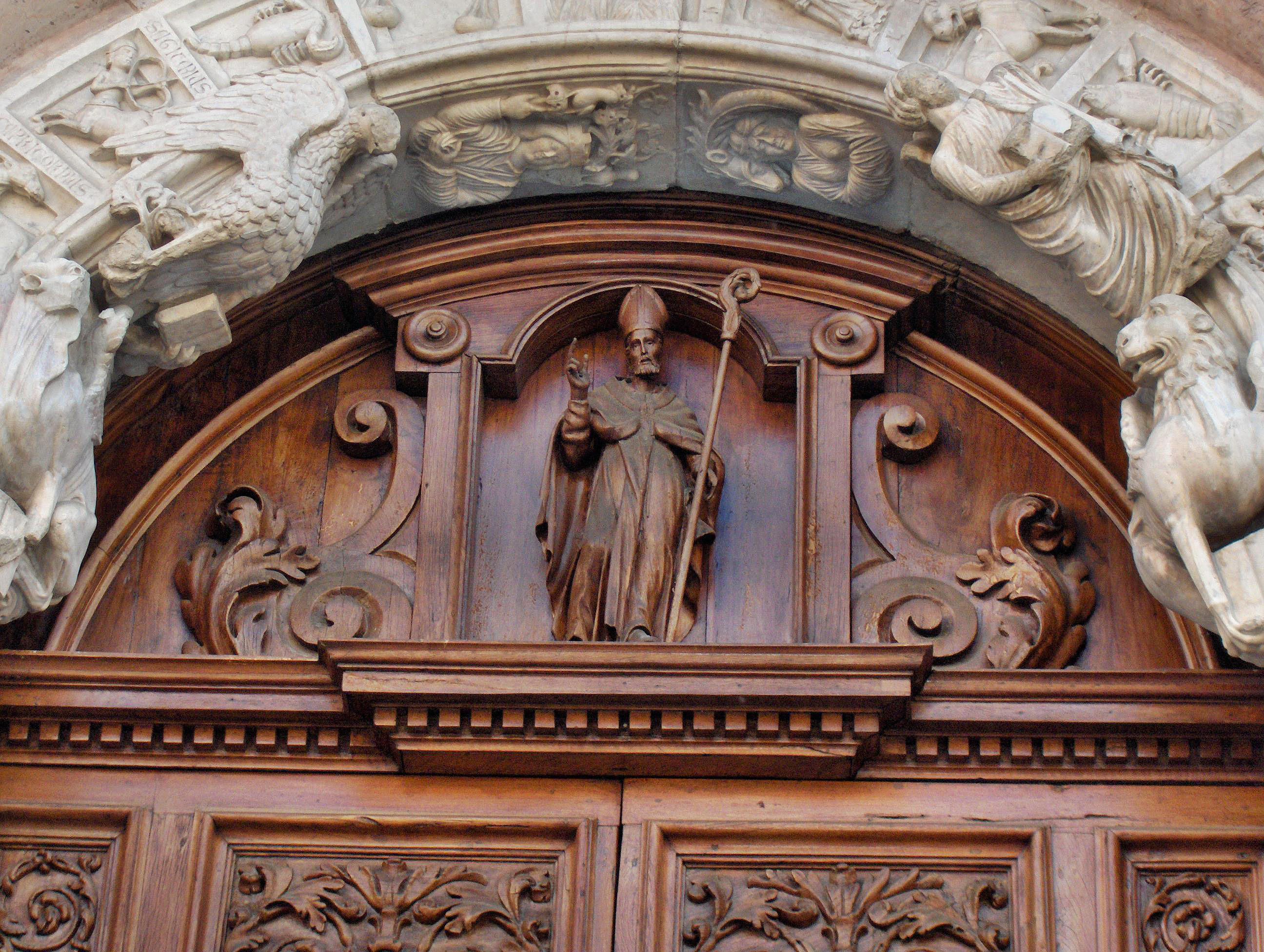
San Feliciano nella lunetta dell'ingresso del Duomo di Foligno

Predicò per tutta l'Umbria, tanto da meritarsi il titolo di "apostolo dell'Umbria"; avendo il privilegio del Pallio poté consacrare vescovo, tra gli altri, san Valentino di Terni.

### Martirio

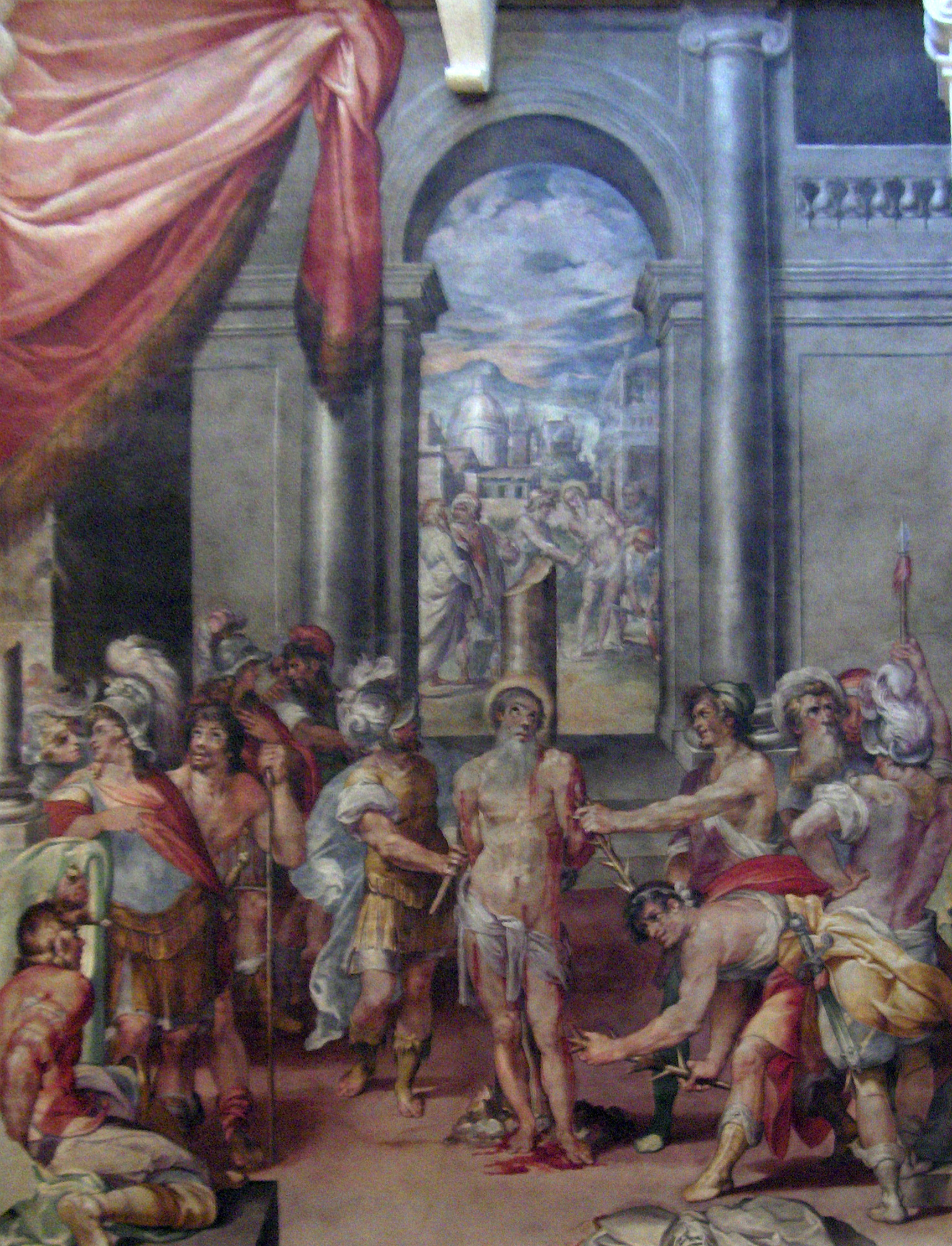
Una scena dalla Vita di San Feliciano

Dopo 56 anni di episcopato, alla veneranda età di 89 anni, subì il martirio il 24 gennaio di un anno tra il 249 e il 251, sotto l'imperatore Decio, in località Monte Rotondo, poco distante dal centro di Foligno: secondo la leggenda, dopo essere stato a lungo torturato, Feliciano venne incatenato ad una biga e trascinato dai cavalli al galoppo, finché sopraggiunse la morte.
Fu sepolto a Foligno, presso il Ponte di Cesare sul fiume Topino, nel luogo ove in seguito venne eretta la Cattedrale a lui intitolata. Del suo corpo, però non se ne conosce la sorte, dato che in seguito venne riesumato e traslato in vari luoghi d'Europa.
Al suo è legato il martirio di santa Messalina avvenuto il giorno prima.
Mentre Baronio e i Bollandisti difendono il suo episcopato folignate, Lanzoni e Burchi ammettono solo il suo episcopato a Forum Flaminii. «Secondo la Passio, da cui non è lecito prescindere, il santo nacque e fu eletto a Forum Flaminii; morì, è vero, e fu sepolto a Foligno, dove è venerato come patrono, ma queste circostanze non possono trasformarlo in vescovo della città».

## Culto
(Preghiera rivolta dal papa Leone XIII a San Feliciano evangelizzatore dell'Umbria e patrono di Foligno.)
La memoria del santo viene celebrata il 24 gennaio. In questa data a Foligno si svolge una solenne processione con la partecipazione delle diverse associazioni artigiane locali.

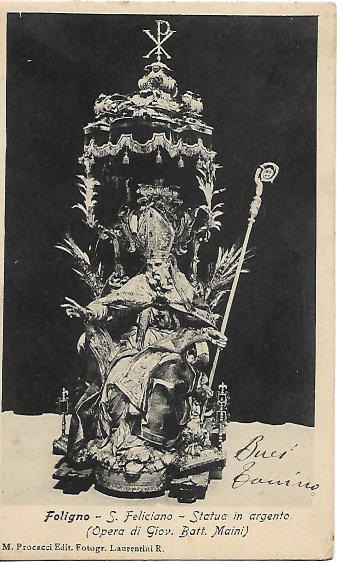
La statua in argento raffigurante Feliciano di Foligno di Giovanni Battista Maini in una cartolina d'epoca

Nella Cattedrale di Foligno sono conservate due statue del santo: una realizzata interamente in argento e bronzo, ad opera dello scultore Giovanni Battista Maini, un'altra realizzata in cartapesta (a cui risulta essere legata un'indulgenza) e visibile durante tutto l'anno in Cattedrale, ad eccezione del periodo di gennaio quando la statua argentea del Maini viene esposta alla venerazione dei fedeli in occasione della ricorrenza.